# Mirentxu
Mirentxu es una ópera en dos actos y un epílogo con música de Jesús Guridi y libreto de Alfredo Echave. Se estrenó el 31 de mayo de 1910 en el Teatro Campos Elíseos de Bilbao, como zarzuela. Después el autor la transformó en ópera en el año 1912. Fue un encargo de la Sociedad Coral de Bilbao.
Esta ópera rara vez se representa en la actualidad; en las estadísticas de Operabase aparece con solo una representación en el período 2005-2010.

## Contexto
La obra fue estrenada en 1910 y fue la primera obra de teatro lírico de Guridi. Este compositor acababa de regresar de sus estudios en el extranjero: París, Bruselas, Colonia... financiado por el conde de Zubiría (a quien está dedicada la partitura). 
Hay que enmarcar a la obra en la prosperidad económica y cultural de Bilbao, así como su nacionalismo incipiente. Fue la Sociedad Coral de Bilbao la que dio un impulso al teatro lírico vasco a través del 25 aniversario de coral de 1909, donde se encargaron y organizaron obras de este tipo, entre las que se encuentran Maitena, Mendi-mendiyan, Lide ta Ixidor, Mirentxu y Itsaora. Todas ellas presentarán alternancias entre diálogos en castellano y partes cantadas en vasco, así como un ambiente rural y unas melodías propias de la región.

La obra fue estrenada el 31 de mayo de 1910 con un reparto casi enteramente local: personajes, orquesta y decoradores. La crítica elogió el encanto de la partitura de Guridi pero criticó la falta de homogeneidad en los números, la monotonía y la ingenuidad el argumento. Sin embargo, el crítico Ignacio de Zubialde (pseudónimo de Juan Carlos Gortázar, impulsor de muchas de las instituciones musicales que surgieron en Bilbao esos años), afirmó que esta obra era el camino que debería seguir el verdadero teatro lírico vasco:
«El paso dado en esta temporada es decisivo. Ya tenemos teatro lírico vasco, cuyo porvenir está seguro, pues se halla en manos de composi - tores jóvenes en su mayoría y expertos, de quie - nes es dable esperarlo todo […]. Solo hace falta perseverar y afianzarse en esta vía de progreso, dejando a un lado todo lo que no sea poner los ojos en un ideal alto y único: el de la conquista definitiva de su personalidad para el arte de nuestra región y el de su ingreso después en las grandes corrientes del arte universal».
Debido a las críticas, el autor realizó algunas modificaciones en la obra. Por ejemplo, la convirtió en ópera para su estreno en Barcelona el 23 de enero de 1913. Esta fue un gran éxito en la prensa catalana. Sin embargo, el compositor decidió presentar en Madrid la obra original en el Teatro de la Zarzuela (30 de abril de 1915), resultando en una gran acogida por el público y en diversidad de opiniones en la crítica. Posteriormente y debido a motivos económicos, en 1926 comenzó a trabajar en una nueva versión que se estrenaría en el Teatro Arriaga de Bilbao el 10 de febrero de 1934. En esta versión reinstrumentó la partitura y modificó algunos números y añadió nuevos. También en 1947 pidió al escritor Jesús María de Arozamena una nueva versión de la obra. Este partió de la última versión y elaboró dos nuevas: una en castellano y otra en vasco. Esta última fue estrenada en el Teatro del Gran Kursaal de San Sebastián el 24 de noviembre de 1947 por la Compañía Lírica Donostiarra. Resultó en el Premio Nacional de Teatro Ruperto Chapí.

### Recuperación del Teatro de la Zarzuela
El Teatro de la Zarzuela de Madrid ofreció, los días 22 y 24 de noviembre de 2019, la recuperación de la versión del 24 de noviembre de 1947 en modalidad de concierto. Este estreno tuvo una gran acogida por el público y la crítica:
"Debemos felicitarnos por este hecho, el de reeditar este «drama lírico en dos actos», Mirentxu, que nació del esfuerzo de la Sociedad Coral de Bilbao que -en su 25 aniversario, 1909- decidió convocar una serie de encargos para potenciar el Teatro Lírico Vasco, y aprovecharlo como potente catalizador identitario de una sociedad que ya tendía hacia los albores de los primeros nacionalismos".
"Sin duda, un reencuentro de altura con esta Mirentxu, muy bien acogido por el público que -dado su carácter de versión de concierto- hubo de contar con la inestimable figura de un narrador como Carlos Hipólito que obró a una gran altura con su magia narrativa llena de matices y de rico y atractivo enganche prosódico. La música, de una calidad y belleza incontestables,prodigio de orquestación, puede absolutamente con un libreto más bien endeblebasado en el típico triángulo amoroso, que al final acaba en tragedia -al contrario que cualquier otro argumento zarzuelístico-, si bien dulcificada por el perdón de Mirentxu hacia su amor perdido".

## Personajes
| Personaje | Voz          | Intérpretes del estreno (Director: Jesús Guridi) |
| --------- | ------------ | ------------------------------------------------ |
| Mirentxu  | soprano      | Teresa Badenas                                   |
| Raimundo  | tenor        | Fernando Alonso                                  |
| Presen    | mezzosoprano | Teresa Tellaeche                                 |
| Manu      | barítono     | Guillermo Ibáñez                                 |
| Txanton   | bajo         | Juan Molina                                      |

## Argumento

### Acto primero
La acción tiene lugar en el País Vasco, en concreto en los comienzos industriales de la zona. Cerca de unas ferreterías se encuentra el molino de Manu. En ese molino viven Manu, su hija Mirentxu y su sobrino Raimundo (quien es trabajador en Errotatxiki). En la casa vecina vive una familia numerosa: los chiquillos (de múltiples edades) y Txanton (quien cuida de los niños a pesar de sus setenta años). Presen es la mayor de los hermanos y es amiga íntima de Mirentxu. Es bella, alegre e impetuosa.
Presen y Raimundo se quieren pero Mirentxu quiere a Raimundo y su padre aprueba esta relación. Es por ello por lo que Raimundo finge corresponder el amor de Mirentxu. Presen reprocha a su novio esa supuesta falsedad de varios años y pretende contarle sus relaciones a Mirentxu. Sin embargo, al final queda en silencio compadeciéndose del mal que se apodera de su amiga.

### Acto segundo
Meses más tarde, Raimundo y Presen se reconcilian siendo conscientes de que Mirentxu no puede ser un obstáculo para su amor. En la víspera de Santa Águeda (4 de febrero), la enferma respira bajo un nogal mientras los novios muestran su efusividad. Mirentxu los ve y cae sobre un banco de piedra cercano al árbol, muriendo dulcemente con el perdón y la sonrisa por el beso que Raimundo le profesa en su frente.

## Números musicales
| Número  | Género   | Nombre                                                                               | Personajes                                      |
| ------- | -------- | ------------------------------------------------------------------------------------ | ----------------------------------------------- |
| ACTO I  |          |                                                                                      |                                                 |
| N.º. 1  | Preludio |                                                                                      |                                                 |
| N.º. 2  |          | A un viejo tordo le dijo un ruiseñor molesto                                         | Txanton, Vicente, Teodoro                       |
| N.º. 3  | Coro     | ¡Vamos allí, vamos allí!                                                             | Coro de Aldeanos                                |
| N.º. 4  |          | Ahí otra vez mi tercera juventud                                                     | Txanton, Manu, Coro                             |
| N.º. 5  | Dúo      | ¡Presen! ¿Qué te pasa pues, mi Presen?                                               | Presen, Txanton                                 |
| N.º 6   | Dúo      | El sol alegre de primavera débil al anochecer                                        | Mirentxu, Raimundo                              |
| N.º. 7  |          | ¡Mírales como juegan sin parar!                                                      | Mirentxu, Raimundo, Txanton, Manu               |
| N.º. 8  |          | Claro que sí, desde hace tiempo estoy mintiendo y dando falsas esperanzas a la joven | Mirentxu, Presen, Raimundo, Txanton, Manu, Coro |
| ACTO II |          |                                                                                      |                                                 |
| N.º 9   | Preludio |                                                                                      |                                                 |
| N.º 10  |          | ¡Atentos lo ojos! Allí va volando                                                    | Txanton, Coro de niños                          |
| N.º 11  |          | Desde lo alto de una hierba, un grillo cantarín                                      | Vicente, Teodoro                                |
| N.º 12  |          | ¡Ay, pobre hija mía, lleva la muerte a su lado…!                                     | Raimundo, Manu                                  |
| N.º 13  | Coro     | En la noche de Agueda viento templado, anda la hojarasca en el aire...               | Mirentxu, Un pastor, Coro de rondadores         |
| N.º 14  |          | ¡Qué demonios! Estos no van a dejarme en paz                                         | Mirentxu, Txanton                               |
| N.º 15  |          | Cuando la luz del sol mañanero se despida                                            | Mirentxu, Presen, Raimundo, Coro de niños       |

## Discografía
| Año  | Reparto (Mirentxu, Raimundo, Presen, Manu, Txanton)                                  | Director de Orquesta | Sello discográfico |
| ---- | ------------------------------------------------------------------------------------ | -------------------- | ------------------ |
| 2024 | Vanessa Goikoetxea, Gillen Munguía, Carmen Artaza, Julen García, Damián del Castillo | Unai Urrecho         | IBS Classical      |